# Kraft Waentig
Kraft Waentig (* 5. Juni 1927 in Großhennersdorf bei Zittau; † 23. Dezember 2017 in Mainz) war ein deutscher Unternehmer und Präsident/Ehrenpräsident der Industrie- und Handelskammer (IHK) für Rheinhessen.

## Leben
Kraft Waentig wurde in Sachsen als Sohn eines Textilindustriellen geboren. Als 16-jähriger Notabiturient wurde er als Flakhelfer verpflichtet, war dann beim Reichsarbeitsdienst und zuletzt bei der Wehrmacht an der Ostfront. Nach Kriegsende zunächst als praktischer Landwirt tätig, wiederholte er 1947 das Abitur und studierte in der Folge an der Universität Leipzig Landwirtschaft. Da ihm nach Abschluss des Studiums als Dipl.-Landwirt eine von ihm angestrebte Hochschullaufbahn aus politischen Gründen verwehrt wurde, floh er 1951 in die Bundesrepublik.
1952 wurde Waentig im Corps Rheno-Nicaria Mannheim aktiv.  Nach frühen Leitungsfunktionen in der Wirtschaft, unter anderem als Bezirksleiter für Großtankstellen bei der Zweigniederlassung Ludwigshafen der Deutschen Shell wurde er 1954 geschäftsführender Gesellschafter der Waentig & Co. KG in Frankfurt-Hoechst, einer Eisenwarengroßhandlung. 1955 gründete er eine Zweigniederlassung in Mainz, in die er 1956 den Firmensitz verlegte. Nach der Fusion zur Bolte & Waentig GmbH & Co. KG im Jahre 1970 blieb er weiterhin geschäftsführender Gesellschafter des Unternehmens.
Waentig gehörte über viele Jahre dem Vorstand des Fachverbandes des deutschen Eisenwarenhandels (FDE) und war Vorsitzender des Arbeitskreises Werkzeuge im FDE. Als Jungunternehmer gehörte er über mehrere Jahre dem Vorstand der Wirtschaftsjunioren an. Seit 1978 in der Vollversammlung der IHK für Rheinhessen wurde er 1986 in das Präsidium gewählt und war von 1988 bis 1998 deren Präsident. Hier setzte er sich insbesondere für die Förderung junger Menschen durch berufliche Qualifikation ein. Zudem vertrat er den Ausbau des Autobahnabschnitts Mainzer Ring und die Ausweisung von Gewerbegebieten in Rheinhessen. 1997 beteiligte er sich maßgeblich an der Gründung des Mainz City Managements, für das er noch bis 2006 ehrenamtlich tätig war, davon neun Jahre als Vorsitzender. Waentig war zudem Handelsrichter. Er gehörte dem Rundfunkrat des Südwestrundfunks, dem Kulturfonds Mainzer Wirtschaft, dem Kuratorium der Fachhochschule Mainz, dem Vorstand der Freunde der Universität Mainz e.V. und dem Großen Rat des Gonsenheimer Carneval-Vereins an. 

## Auszeichnungen
- Bundesverdienstkreuz 1. Klasse (überreicht 1990 durch Rainer Brüderle)
- Wirtschaftsmedaille des Landes Rheinland-Pfalz
- Ehrenring der Stadt Mainz
- IHK für Rheinhessen: Verdienstmedaille in Gold, Ehrenpräsident (seit 1998)
- Ehrenmitglied des Corps Rheno-Nicaria Mannheim (seit 2002)